# Ophion abbreviator
Ophion abbreviator es una especie de insecto del género Ophion, familia Ichneumonidae.
Fue descrito por primera vez en 1793 por Fabricius.